# Pietismus
Der Pietismus (von lateinisch pietas; „Gottesfurcht“, „Frömmigkeit“) ist eine seit der zweiten Hälfte des 17. Jahrhunderts in Erscheinung getretene Frömmigkeitsbewegung mit einem auf die christliche Spiritualität gesetzten Schwerpunkt und zugleich nach der Reformation die wichtigste Reformbewegung im kontinentaleuropäischen Protestantismus. Im theologisch-wissenschaftlichen Kontext ist mit Pietismus heute in der Regel der klassische Pietismus des 17. und 18. Jahrhunderts gemeint. Im kirchlichen/christlichen Alltag werden zum Teil spätere und gegenwärtige Strömungen mit ähnlichem Inhalt und ähnlicher Zielsetzung auch noch dem Pietismus zugerechnet.
Der klassische Pietismus plädierte (ähnlich wie die oben genannten späteren und gegenwärtigen Strömungen) für einen persönlich-individuellen lebendigen Glauben, der sich an der Bibel orientiert und lebensverändernd ist, also der Auswirkungen auf die gelebte Lebenspraxis und den Alltag hat. Es geht dabei nicht primär um äußere Taten und Rituale, es geht um die „innere Verwandlung“ des Menschen (Wiedergeburt), der dann innerlich von Gott und der christlichen Botschaft so „berührt, ergriffen und erfüllt“ ist, dass es sich nach außen durch Werke der Liebe zeigt. Große Bedeutung haben im Pietismus auch die interkonfessionelle Gemeinschaft der Christen untereinander sowie das Engagement von Laien.

## Allgemeines
Theologisch versteht sich der Pietismus als eine Besinnung auf zentrale Anliegen der Reformation (etwa Ersatz des toten Buchstabenglaubens durch einen lebendigen Glauben, wahre Gottesfurcht und werktätige Liebe), die jedoch durch die Aufnahme anderer Traditionsstränge in spezifischer Weise umgeformt wurden. Das fromme Subjekt rückt in den Fokus der pietistischen Bewegung, die reine Lehre sowie die kirchliche Einheit geraten dabei in den Hintergrund. So findet sich einerseits in der pietistischen Bewegung ein moderner, „frühaufklärerischer“ Zug, da sie der Persönlichkeit des Einzelnen, zu dessen frommer Pflicht die Selbstbeobachtung gehören sollte, einen hohen Stellenwert gibt. Andererseits ist der Pietismus im Laufe seiner Entwicklung in weiten Teilen eine theologisch und sozial konservative Bewegung geworden.
Die pietistische Bewegung in Deutschland hat seit ihrer Entstehung in der zweiten Hälfte des 17. Jahrhunderts zahlreiche Veränderungen durchgemacht: vom klassischen Pietismus der Barockzeit über den Spätpietismus des ausgehenden 18. und des beginnenden 19. Jahrhunderts, die Erweckungsbewegungen des 19. Jahrhunderts und die Gemeinschaftsbewegung bis zur evangelikalen Bewegung in der zweiten Hälfte des 20. Jahrhunderts. Die kirchenkritische Strömung innerhalb des Pietismus wird als radikaler Pietismus umschrieben und zeigte sich in Form eines Separatismus (Ablösung von der Staatskirche).

## Wortherkunft
Das Wort „Pietismus“ ist eine lateinisch-französisch-griechische Hybridbildung. Zum französischen Wort piété, das seinerseits wie das deutsche Wort „Pietät“ aus dem Stamm „pietat“ des lateinischen Wortes pietas („Pflichtgefühl“, „Pflichtbewusstsein“, „pflichtgerechtes Verhalten gegenüber den Göttern und den Menschen“, „Ehrfurcht“, „Gottesfurcht“, „Frömmigkeit“) gebildet ist, tritt die Latinisierung der griechischen Endung „-ismós“ für intensivierte Denkhaltungen oder Ideologien. Es wird meist mit dem Hauptwerk von Philipp Jacob Spener Pia Desideria (1675) in Verbindung gebracht, aber Speners Erinnerung zufolge war das seit 1680 schriftlich dokumentierte Wort bereits um 1674 im Raum Frankfurt am Main eine spöttische Bezeichnung für „Frömmelei“.
Als positive Selbstbezeichnung hat erstmals der pietistische Leipziger Poesie-Professor Joachim Feller (1638–1691) das Wort „Pietist“ verwendet, beispielsweise im August des Jahres 1689 in dem Sonett auf den verstorbenen Leipziger Theologiestudenten Martin Born (1666–1689):
Es ist ietzt Stadt-bekannt der Nahm der Pietisten;

Was ist ein Pietist? Der Gottes Wort studirt /

Und nach demselben auch ein heilges Leben führt. […]
Es folgte Fellers Bekenntnis in dem Sonett auf den am 18. Oktober 1689 verstorbenen Leipziger Kaufmann Joachim Göring (1625–1689):
Ich habe jüngst gedacht / der hieß’gen Pietisten / […]

Ich selbsten will hiemit gestehen ohne Scheu /

Daß ich ein Pietist ohn Schmeich- und Heucheln sei. […]
In vergleichbar positivem Sinn bedeutet das Wort „Pietismus“ das Streben nach intensivierter, vertiefter Frömmigkeit.

## Eigenart
Der Pietismus entsprang einem Gefühl der mangelhaften Frömmigkeit, unzureichender christlicher Lebensführung und dem Drang zur Verifizierbarkeit des persönlichen Glaubens. Theologisch reagiert er auf die Spannung und das Trauma des Dreißigjährigen Krieges durch Neuorientierung auf die Bibel bzw. die christlichen Traditionen.
Der Pietismus versteht sich als eine Bibel-, Laien- und Heiligungsbewegung.

### Lebendigkeit
Im Pietismus geht es zentral um die lebensverändernde Dimension der christlichen Botschaft, um die Auswirkung auf das gelebte Leben, auf die Lebenspraxis. Es geht um den „in der Praxis christlichen Lebens und Handelns [sich] bewährenden Glauben“.
Der Pietismus trat mit dem Anliegen auf, „die unvollendet gebliebene Reformation zu Ende zu führen bzw. die Reformation der Lehre durch eine zweite Reformation des Lebens zu ergänzen“. Die neue Bewegung kritisierte, dass die erste Reformation „durch ihr Ausmünden in die altprotestantische Orthodoxie“ im Institutionellen und Dogmatischen stecken geblieben sei. Der Pietismus postuliert dagegen einen lebendigen Glauben.
Nikolaus Ludwig von Zinzendorf beispielsweise spricht von „einer ‚Religion des Herzens‘, die auf einer intimen persönlichen Beziehung zwischen Christus und dem Gleubenden beruh[e]“.

### Bibelorientiert
Eine zentrale Rolle spielt im Pietismus die Auseinandersetzung mit Texten der Bibel. Dabei wird sowohl das persönliche Bibelstudium einzeln als auch das gemeinsame Bibelstudium (zum Beispiel in Konventikeln) praktiziert. Der Pietismus plädiert für ein bibelorientiertes Leben der Christen: Die Bibel soll Basis des Glaubens und Orientierung für das Leben sein. Der Pietismus hat das Anliegen, „den Glauben neu auf die biblischen Zusagen zu gründen und mit einem vertieften, an der Heiligen Schrift ausgerichteten inneren Leben ernst zu machen“.

### Individualität und Innerlichkeit
Der Pietismus betonte das subjektive Wesen bzw. die individuelle Seite des christlichen Glaubens, er „drang auf Individualisierung und Verinnerlichung des rel. Lebens“. Er legt Wert auf eine persönliche Gottesbeziehung und das individuelle Glaubenserlebnis.

### Neues Leben. Neuer Mensch.
Eine ganz besondere Rolle nimmt der Begriff „Wiedergeburt“ im Pietismus ein. Laut Martin Schmidt ist im Pietismus die Wiedergeburt sogar „an die Spitze des christlichen Wertsystems“ gerückt: „die völlige Neuschöpfung“. Im Fokus steht also „die neue Kreatur, der neue Mensch, der innere verborgene Mensch des Herzens, das Kind Gottes. Die Leidenschaft dafür einte alle Pietisten“.

### Gemeinschaft
Auch das Leben christlicher Gemeinschaft hat einen hohen Stellenwert: Gruppen, in denen gemeinsames Bibelstudium und Gebet praktiziert wird (Bibelstunden oder häusliche Bibel- bzw. Hauskreise, früher: Konventikel) haben oft eine ähnlich große oder größere Bedeutung als Gottesdienste. Der Pietismus entwickelte daneben auch einen starken missionarischen und sozialen Grundzug.

### Betonung der Bedeutung von Laien
Darüber hinaus betont der Pietismus das Priestertum aller Gläubigen. Neben Theologen wurden und werden auch Laien ohne akademische Bildung als Prediger geschätzt: so bis heute als Redner, „redende Brüder“, in den Hauskreisen („Stunden“, das heißt Erbauungsstunden bzw. Bibelbesprechstunden).
Programmatisch hat Zinzendorf dies zum Ausdruck gebracht:
„Gelobet sei die Gnadenzeit,

In der auch ungeübte Knaben

Befehl und Macht erhalten haben

Zu werben auf die Seligkeit.“

### Pietismus und Aufklärung
Durch die im 18. Jahrhundert aufkommende Aufklärung gerieten die Vertreter des Pietismus ebenso wie die der altprotestantischen Orthodoxie sukzessive in die Defensive und verloren zunehmend an Einfluss. Die Aufklärer erschütterten das traditionelle Weltbild durch neue Erkenntnisse der Naturwissenschaft und stellten die traditionelle Theologie infrage. Die Theologie reagierte darauf mit einer zunehmenden Verwissenschaftlichung, wurde aber für die normalen Gemeindemitglieder immer unverständlicher.

### Pietismus und absolutistischer Staat
Der absolutistische Staat verlangte ein Bekenntnis zum offiziellen Dogma der jeweiligen Landeskirche, hielt aber persönliche Frömmigkeit eher für störend, sofern sie sich kritisch zur herkömmlichen Frömmigkeit stellte. Die Pietisten kritisierten beide Entwicklungen als rein äußerlich und stellen diesen ihr Ideal einer persönlichen, gefühlsbetonten Frömmigkeit entgegen. Eine Besonderheit bildete der preußische Staat, wo der Pietismus bereits früh sehr einflussreiche Befürworter fand (u. a. einige Könige) und einen nicht zu unterschätzenden staatsprägenden Einfluss ausübte; so sind auch die sogenannten preußischen Tugenden unmittelbar mit den Idealen des Pietismus verknüpft.

### Pietismus und Judentum
Bereits im frühen Pietismus bestand ein entspanntes Verhältnis zum Judentum, was insbesondere bei Nikolaus Ludwig von Zinzendorf zum Ausdruck kam. Friedrich Christoph Oetinger ließ sich für seine Theologie unter anderem von der Kabbala inspirieren.

### Pietismus heute
Der heutige Pietismus bekennt sich in vielen seiner Ausprägungen zur Irrtumslosigkeit (Bibeltreue) bzw. gemäßigter zur Widerspruchsfreiheit oder zum für Heilsfragen hinreichenden Charakter der Heiligen Schrift und lehrt hieraus resultierend seit dem Spätpietismus eine konservative Theologie.
Die heutigen pietistischen Gruppen werden oft zu den Evangelikalen gerechnet, da die Pietisten die Gemeinsamkeiten von Evangelikalen weitgehend teilen.

## Historische Entwicklung

### Reformbewegungen im Vorfeld des Pietismus
Der Pietismus ist durch zahlreiche Bewegungen und die in ihnen wirksam gewordenen Anschauungen entscheidend beeinflusst worden. Ausgangspunkt dieser Bewegungen sind die empfundenen Schwierigkeiten der Verwirklichung des Glaubens im Leben der Kirchen (der Reformation). Es sind die Fragen nach persönlicher Frömmigkeit, eines christlichen Lebens und den daraus entstehenden Konsequenzen für das Wesen der Kirche, auf die in diesen Bewegungen Antworten gesucht wurden.
Aus dem deutschen Bereich sind es vor allem die Täufer (seit 1525), die Schwenkfeldianer, Paracelsus (1493–1541), Valentin Weigel (1533–1588), Jakob Böhme (1575–1624), Christian Hoburg (1607–1675) und deren Anhänger und mystisch-spiritualistische Gesinnungsgenossen, die die Frage nach dem „wahren Christentum“ wachhielten und den aufrichtigen Christen in den Kirchen stellten.

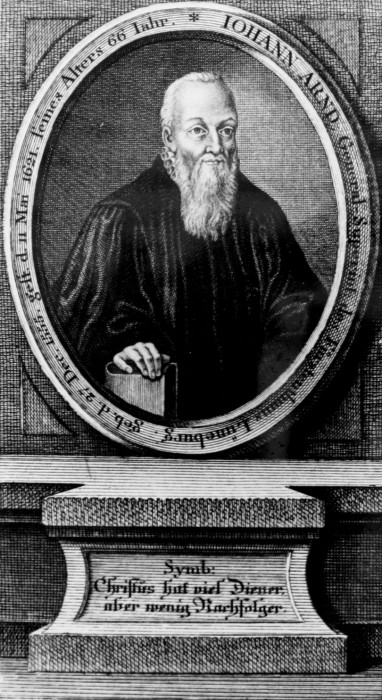
Johann Arndt

Johann Arndt (1555–1621) hat in besonderer Weise durch sein Erbauungsbuch „Vier Bücher vom wahren Christentum“ die Anschauungen von Kirchenvätern, der spätmittelalterlichen Mystik, Thomas von Kempen, Paracelsus und Valentin Weigel vermittelt. Damit hat Arndt eine Synthese von Luthertum, Mystik, Alchemie und Spiritualismus vollzogen. Die Auseinandersetzungen um seine weit verbreiteten Erbauungsbücher zeigen, dass seinen Kritikern die Aufnahme heterodoxer Gedanken bei Arndt durchaus bewusst war. Einen wichtigen Fürsprecher fanden die Frömmigkeitsimpulse Arndts in Johann Gerhard. Auch der Dichter Angelus Silesius schöpfte im 17. Jahrhundert aus dem Pietismus und in dessen Blütezeit entstand im 18. Jahrhundert Der Messias von Friedrich Gottlieb Klopstock.
Die Frömmigkeitsbewegung innerhalb der lutherischen Kirchen hat auch dem Pietismus den Weg bereitet. Herausragende Vertreter sind neben Johann Gerhard, unter anderem Andreas Musculus, Stephan Praetorius, Philipp Nicolai, Johann Valentin Andreae und Theophil Großgebauer.
Wichtig und nicht zu unterschätzen ist auch der Einfluss, den der englische Puritanismus durch die Verbreitung seiner Erbauungsbücher und theologischen Abhandlungen auf den Pietismus der Barockzeit hatte. Ebenso beeinflusste auch die niederländische Nadere Reformatie den Pietismus, in besonderer Weise den reformierten Pietismus, denn die reformierten Kirchen im Deutschen Reich hatten ein intensives Beziehungsgeflecht zu ihren Schwesterkirchen in den niederen Landen.

### Reformierter Pietismus von 1660 bis 1780
Als „Vater“ des reformierten Pietismus gilt Theodor Undereyck (1635–1693). Während seines Studiums in Utrecht wurde er für die Anliegen und die Frömmigkeit der Nadere Reformatie gewonnen. Von 1660 bis 1668 wirkte er als Pfarrer in Mülheim an der Ruhr. Er führte ein Presbyterium ein und band die Gemeinde in die synodale Struktur der Classis Duisburgensis ein. Hausvisitationen, Katechismusunterricht, Katechismuspredigten und Kirchenzucht rundeten sein Reformwerk in Mülheim ab. Seine Predigten stellten die Wiedergeburt und die persönliche Heilsaneignung heraus. Als der Graf von Daun-Falkenstein gegen Undereyck in die Angelegenheiten der Kirchengemeinde eingriff, verließ er seinen bisherigen Wirkungskreis und ging als außerordentlicher Hofprediger nach Kassel. 1670 wurde er Pastor primarius bei St. Martini (Bremen) und wirkte dort bis zu seinem Tod 1693 im Sinne des Pietismus. Er richtete unter anderem katechetische Übungen im Pfarrhaus ein, wie überhaupt die Stärkung des Katechismusunterrichtes eines seiner wichtigen Anliegen war. Außerdem setzte er sich für die Einführung der Kirchenzucht ein. Undereyck konnte einige seiner Gesinnungsgenossen und Schüler auf Bremer Pfarrstellen bringen. Bremer Studenten verbreiteten die Anliegen des Pietismus in die reformierten Kirchen ihrer Heimat.
Wohl am Ende seines Wirkens in Mülheim an der Ruhr entstanden dort ohne Mitwirkung Undereycks Hausversammlungen, in denen man Undereycks Predigten besprach. Am Niederrhein kam es in der Auseinandersetzung mit dem Labadismus 1674 zu einer Regelung von „Zusammenkünften zur Gottseligkeit“ (Konventikel), aber auch zu Radikalisierungen. So wurde der Pfarrer Samuel Nethenus wegen seiner als überzogen empfundenen Abendmahlszucht und seinen Eigenmächtigkeiten abgesetzt. Ebenso wurde der Pfarrer Reiner Copper aus dem Dienst entlassen. Er schloss sich später den Labadisten an.

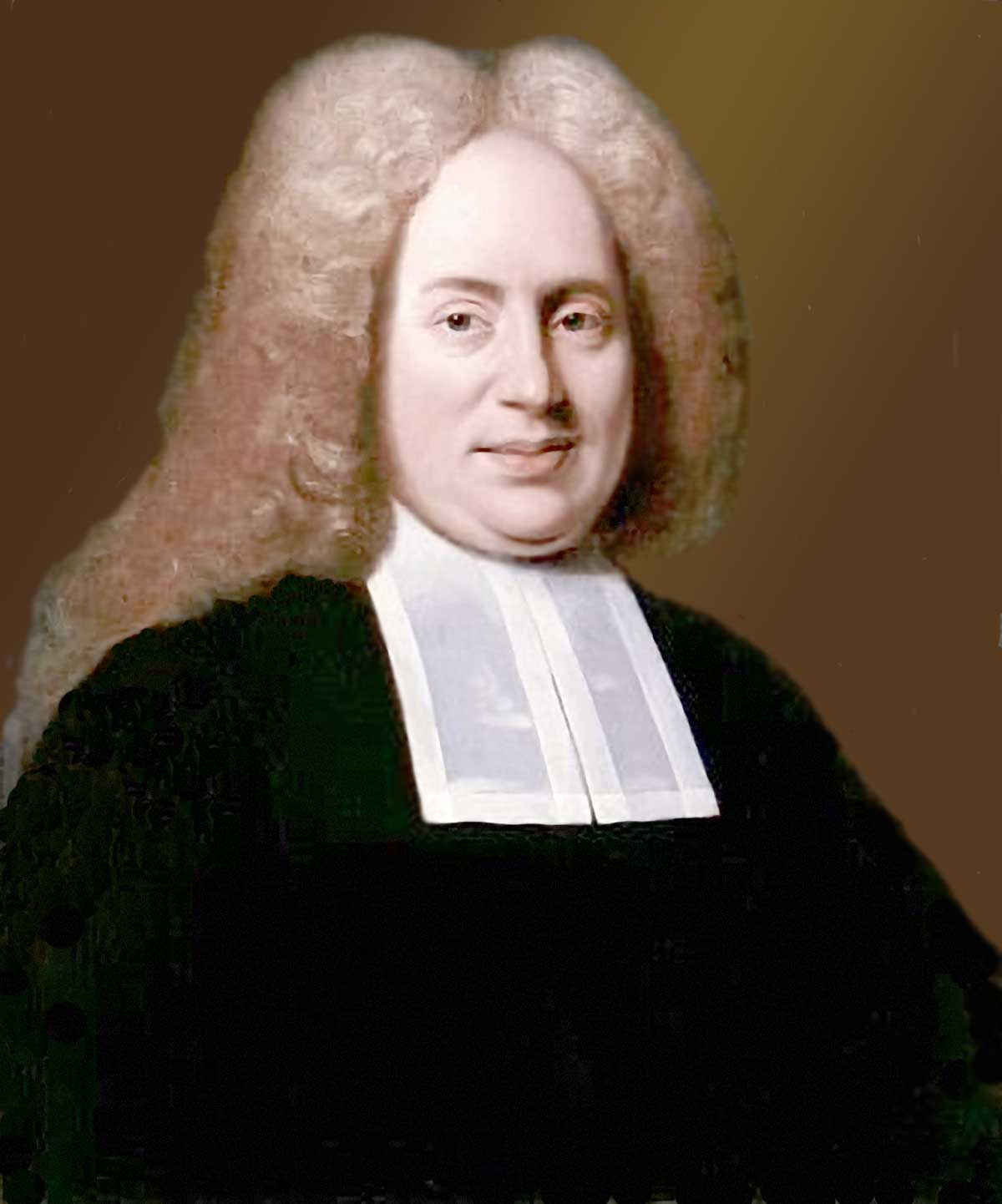
Friedrich Adolf Lampe

Durch Schüler Undereycks konnten pietistische Ideen im 17. Jahrhundert in Ostfriesland und Lippe-Detmold Fuß fassen. Im 18. Jahrhundert fanden pietistische Anschauungen in fast allen reformierten Landeskirchen Eingang. Als einziger bedeutender Theologe des reformierten Pietismus ist Friedrich Adolf Lampe (1683–1729) zu nennen. Zentrum des Pietismus in Teilen der Lausitz und in Niederschlesien wurde ab 1669 Greiffenberg (Kreis Löwenberg).
Eine eigene Entwicklung nahm der Pietismus am Niederrhein. Unter Wilhelm Hoffmann (1676–1746) entwickelten sich in Mülheim an der Ruhr und anderen Orten nebenkirchliche Konventikel. Hoffmanns bedeutendster Mitarbeiter wurde Gerhard Tersteegen (1697–1769), der diese Versammlungen nach dem Tod Hoffmanns weiterführte. Durch seine Schüler wurde sein Erbe in der reformierten Kirche aufgenommen. Er gilt mit Joachim Neander als bedeutendster pietistischer Liederdichter aus dem Bereich der deutschen reformierten Kirchen.
In der Schweiz kamen pietistische Bestrebungen innerhalb der reformierten Landeskirchen Ende des 17. Jahrhunderts auf. Nachdem die Bewegung durch obrigkeitliche Verbote als innerkirchliche Reformbewegung gescheitert war, radikalisierte sie sich in den ersten Jahrzehnten des 18. Jahrhunderts. Die Anführer pietistischer Kreise wurden von den Vertretern der obrigkeitlichen Kirche zur Rechenschaft gezogen und vielfach bestraft. In der Landgemeinde Riehen wurde etwa der Schulmeister Peter Weissler, der wegen der Abhaltung pietistischer Versammlungen in Konflikt mit dem Dorfpfarrer Paulus Euler geraten war, 1716 seiner Stelle entsetzt. Erst ab 1720 gelang es durch das Wirken pietistischer Pfarrer ein Heimatrecht in der Kirche zu erlangen. Es kam zu den Gemeinschaftsbildungen unter pietistischen Laien, den Heimberger Brüdern und der Luzerner Bibelbewegung im katholischen Luzern, letztere wurde jedoch obrigkeitlich verfolgt.

### Lutherischer Pietismus von 1670 bis 1780

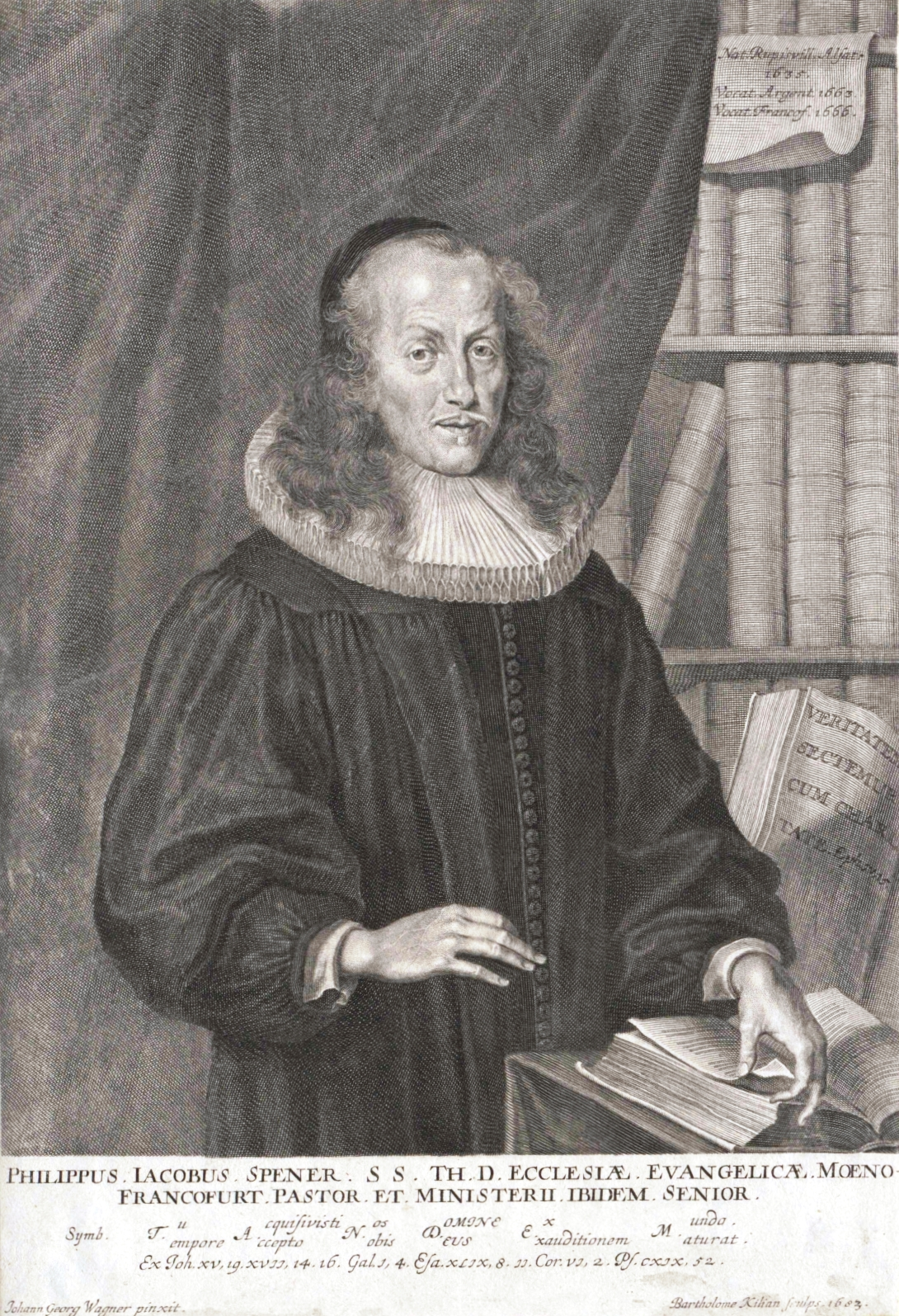
Philipp Jacob Spener 1683

Die zentrale Gründerpersönlichkeit des lutherischen Pietismus ist der Elsässer Philipp Jacob Spener (1635–1705). Es gibt kaum ein lutherisches Territorium im Deutschen Reich, zu dem er keine Beziehungen hatte. Als Programmschrift des lutherischen Pietismus gilt Speners 1675 erschienenes Werk Pia desideria (Fromme Wünsche), in dem er zum einen den Zustand der gegenwärtigen Kirche und ihrer Glieder beklagt und zum anderen ein Reformprogramm entwickelt: Einführung von Versammlungen zur Verbesserung der Bibelkenntnis, Mitarbeit der „Laien“ in der Kirche, Verlagerung vom Glaubenswissen zur Glaubenstat, Einschränkung der konfessionellen Polemik, Reform des Theologiestudiums hin zur praxis pietatis, Verlagerung der Predigtinhalte vom Glaubenswissen zur Erbauung des inneren Menschen.
1670 kamen einige Männer auf Spener zu mit der Bitte um erbaulichen Austausch in besonderen Zusammenkünften, die bald als Collegium pietatis oder Exercitium pietatis bezeichnet wurden. Spener veranstaltete sie in seinem Pfarrhaus. Aus ihnen entwickelte sich die Erbauungsstunde bzw. Bibelstunde als die für den Pietismus bis heute charakteristische Veranstaltungsform. Sie werden bis heute in Württemberg und anderen Gegenden „Stunden“ genannt. Deren Besucher werden in Württemberg „Stundenbrüder“, im Schweizerdeutschen „Stündeler“ genannt; im Russischen entstand im 19. Jahrhundert der Ausdruck штундист (Stundist) für „Sektenmitglied“. In diesen Konventikeln war die Gefahr der Separation virulent. Zu den bedeutendsten Gestalten dieses von Spener geleiteten Collegium gehörte Johann Jacob Schütz, der sich später tatsächlich von der Kirche separierte und zur Gefahr für die Akzeptanz dieses Reformpunktes innerhalb der lutherischen Kirche wurde.
Neben der Einführung der Collegia pietatis war Speners Hoffnung besserer Zeiten für die Kirche brisant, die chiliastische Vorstellungen in die lutherische Kirche einbrachte. Ebenso bringt er das Ideal des Urchristentums in die Diskussion um die Reform der Kirche ein.
Bis etwa Mitte des 18. Jahrhunderts kam es immer wieder zu Auseinandersetzungen zwischen den Vertretern der lutherischen Orthodoxie und des Pietismus. Die orthodoxen Gegner warfen den Pietisten unter anderem die Aufnahme heterodoxer Anschauungen und Praktiken vor, die Störung der Kirchenordnungen durch die Konventikel und andere Neuerungen, die Spaltung der Gemeinden und den Hang zum Perfektionismus. Beispielhaft ist der Hamburger Religions-Revers von 1690, der die Geistlichkeit eidlich auf eine antipietistische Haltung verpflichten sollte und eine heftige Kontroverse auslöste.
Der Pietismus wies den Gläubigen eine eigenständige religiöse Autorität zu. Zudem förderte er die Individualisierung der Persönlichkeit, indem er die persönliche Glaubensüberzeugung in den Mittelpunkt rückte. Auch die Lesefähigkeit wurde durch das Lesen und Hören der oftmals nicht einfachen Texte aus den Erbauungsbüchern stimuliert.
Eines der volksnahesten und verbreitetsten Gebetbücher ist das Tägliche Handbuch in guten und in bösen Tagen von Johann Friedrich Starck, das noch 1999 eine neue Auflage erlebte – wahrscheinlich nicht die letzte.
Ein Teil der Pietisten radikalisierte sich – in der Regel durch den Einfluss des spiritualistischen Erbes der Bewegung. Sie separierten sich meist von der Kirche. Spener blieb jedoch meist mit ihnen in freundlichem, manchmal auch kritischem Kontakt.
Zu einem Umbruch in der pietistischen Bewegung kam es 1689/90 in Leipzig, als die seit 1686 eingeführten Collegia biblica für Theologiestudenten aus dem Rahmen der Universität heraustraten und Teile der Stadtbevölkerung ergriffen. August Hermann Francke war einer der Führer dieser Bewegung.
Unter den Württemberger Theologen konnte Spener einige Anhänger gewinnen. Ebenso gelang es ihm in Hessen-Darmstadt, wichtige Stellen am Hof und der Universität Gießen mit Pietisten zu besetzen. Durch sein Wirken als Propst in Berlin (1691–1705) konnte Spener, unterstützt durch das aufstrebende Kurfürstentum Brandenburg, eine erfolgreiche pietistische Personalpolitik in der lutherischen Kirche Brandenburgs betreiben. In Livland wurde der Pietismus im zweiten Viertel des 18. Jahrhunderts zur prägenden geistlichen Strömung.
Pietisten brachten auch diakonische, soziale und pädagogische Impulse ein – manchmal durch eine Reform der öffentlichen Armenversorgung und des Schulwesens, ein anderes Mal durch die Gründung eigener Anstalten, unter denen wohl die Waisenhäuser die bekanntesten sind.

#### Halle

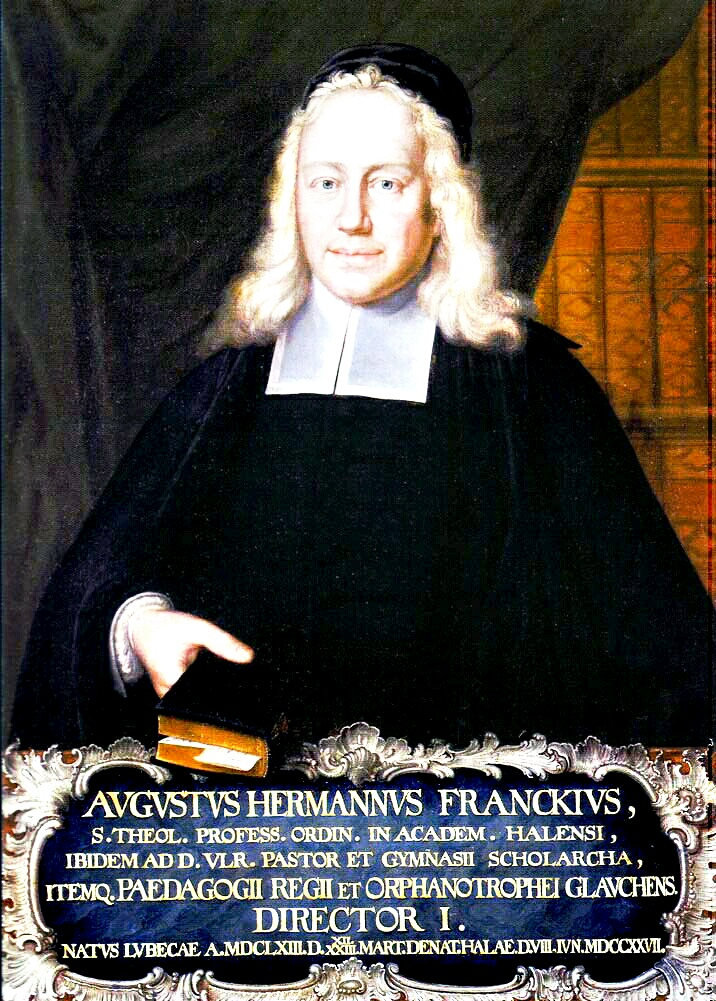
August Hermann Francke

Der Hallische Pietismus (oder Hallesche Pietismus) geht ebenfalls auf Spener zurück, der die Universität Halle mitgründete. Speners bekanntester Schüler war der Theologe und Pädagoge August Hermann Francke (1663–1727). Nach seinem umstrittenen Wirken in Leipzig und Erfurt wurde er als Professor für Griechisch und orientalische Sprachen an die neugegründete Universität und als Pfarrer des Vorortes von Halle, Glaucha, berufen. Er ist Begründer des Waisenhauses in Halle an der Saale, aus dem umfangreiche pädagogische und wissenschaftliche Anstalten mit vielen verschiedenen Zweigen hervorgingen (Franckeschen Stiftungen). Mit Carl Hildebrand von Canstein (1667–1719) gründete er die Cansteinsche Bibelanstalt, die älteste Bibelgesellschaft der Welt. Die von Francke begonnene Dänisch-Hallesche Mission entsandte die ersten evangelischen Missionare nach Indien, Bartholomäus Ziegenbalg und Heinrich Plütschau. Halle wurde zum wichtigsten Zentrum des lutherischen Pietismus, neben dem aber auch viele andere Zentren in und außerhalb Deutschlands entstanden. So bekam der Hallische Pietismus während der Regierung Christian VI. in Dänemark, Norwegen und den mit ihm verbundenen Herzogtümern Schleswig und Holstein starken Einfluss auf die Kirche. Seine Ausstrahlung war international.

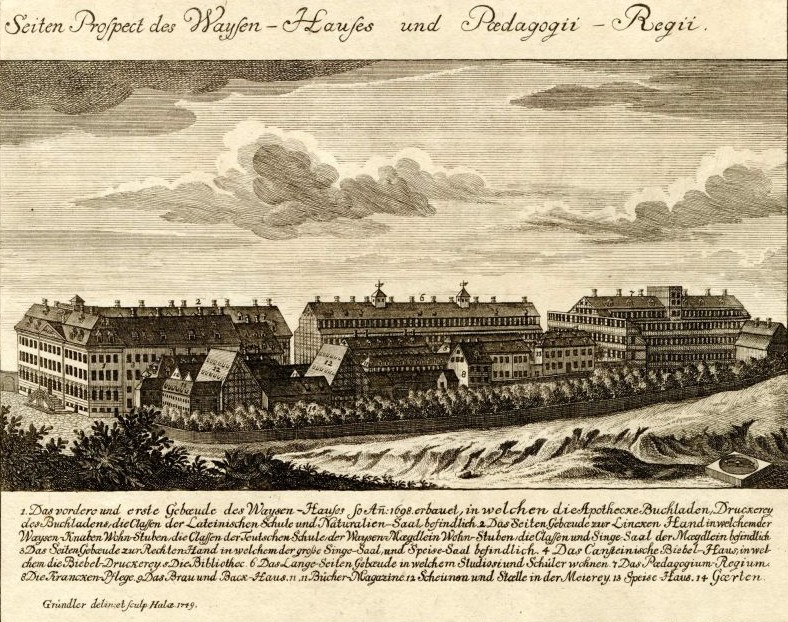
Franckesche Stiftungen in Halle, 1749

An der Universität Halle kam es zur Auseinandersetzung zwischen Christian Thomasius, einem Philosophen der Frühaufklärung, und Francke, aus der der Pietismus noch als Sieger hervorging. In der Auseinandersetzung mit Christian Wolff konnte Francke zwar erreichen, dass dieser des Landes verwiesen wurde, aber den (Hallischen) Pietisten fehlte das philosophische und theologische Format zu einer fruchtbaren akademischen Auseinandersetzung mit der Aufklärung. Sich selber sahen die Hallischen Pietisten als die eigentlichen Vertreter lutherischer Orthodoxie und traten mit diesem Selbstbewusstsein gegenüber ihren Kritikern aus den Reihen der altprotestantischen Orthodoxie auf.

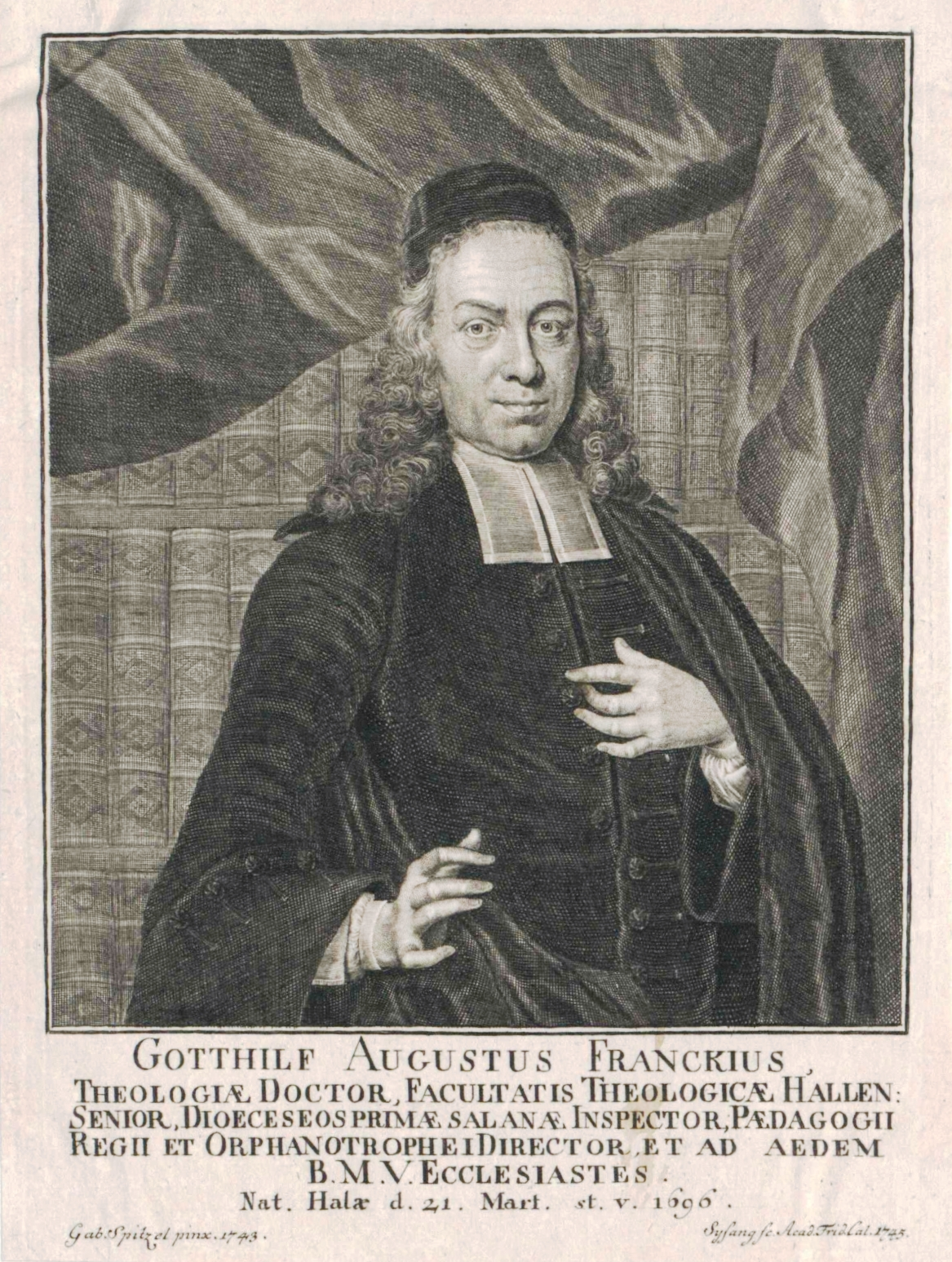
Gotthilf August Francke, 1743

Nach dem Tod August Hermann Franckes rückte sein Sohn Gotthilf August Francke in den Mittelpunkt des Hallischen Pietismus. Die Unternehmungen Halles behielten noch vier Jahrzehnte eine größere Ausstrahlung, besonders in Brandenburg-Preußen und in Mitteldeutschland. Hier sind zu nennen die pädagogischen Einrichtungen, das Engagement in der Mission, die Betreuung der deutschen Auswanderer in Nordamerika und die Hilfe für die evangelischen Salzburger, die aus ihrer Heimat vertrieben worden waren. Die pietistische Theologie an der Universität Halle konnte sich jedoch gegen die Aufklärung nicht halten. Der Hallische Pietismus endete, bis auf wenige Ausläufer, mit dem Tod von Gotthilf August Francke (1769). Die Aufklärung bestimmte nun in der Regel die Theologie in den Gebieten, in denen der Hallische Pietismus bisher großen Einfluss hatte.

#### Württemberg
Als besonders pietistisch geprägt gilt neben Westfalen das Gebiet des einstigen Herzogtums bzw. Königreichs Württemberg. Dort hatte im frühen 17. Jahrhundert aufgrund einer Teuerung große Not geherrscht, der mit dem Dreißigjährigen Krieg, vor allem nach der Schlacht bei Nördlingen 1634, eine weitere Notzeit folgte. Die Armutsbekämpfung und Wiederaufbauleistungen nach dem Westfälischen Frieden und in nachfolgenden Notzeiten förderte die lutherische Auffassung von der alltäglichen Arbeit als Gottesdienst, während die wiederaufkommende Vergnügungslust in weiten Bevölkerungskreisen und auch im Adel als ihr widersprechend angesehen wurde. In dieses Spannungsfeld hinein wirkten puritanische Erbauungsschriften, die starken Einfluss auf den württembergischen Pietismus ausübten.
Schon Pietisten der ersten Generation hatten leitende Kirchenämter inne. Von großer Bedeutung ist Johann Andreas Hochstetter (1637–1720), der 1688 Professor der Theologie in Tübingen war, 1681 Prälat von Maulbronn und 1689 Prälat von Bebenhausen wurde. Er kritisierte kirchliche und gesellschaftliche Missstände und setzte sich für die Reform des Katechismusunterrichtes sowie die Einführung der Konfirmation ein, was dann 1722 verwirklicht wurde. Sein Sohn Andreas Adam Hochstetter (1668–1717) war Oberhofprediger in Stuttgart und ebenfalls Theologieprofessor in Tübingen. Auch in Württemberg wurden pietistische Bestrebungen von der lutherischen Orthodoxie abgelehnt, und wenn etwa Studenten des Tübinger Stifts (das Internat der württembergischen Theologiestudenten) ein pietistisches Konventikel besuchten, führte das zu Untersuchungen. Vor allem der jüngere Hochstetter setzte sich für einen Ausgleich der lutherischen Orthodoxie und des Pietismus ein.
Bis etwa 1730 war die pietistische Bewegung in Württemberg zu großen Teilen radikalpietistisch gesinnt. Man lehnte sich dabei vor allem an die Forderungen Speners an und wetterte gegen Kleiderpracht, Tabakkonsum, Trinksucht, Tanz, Komödien, Kartenspiel, in radikaler Ausprägung auch gegen jegliche Art von Vergnügen, Spiel und Musik.

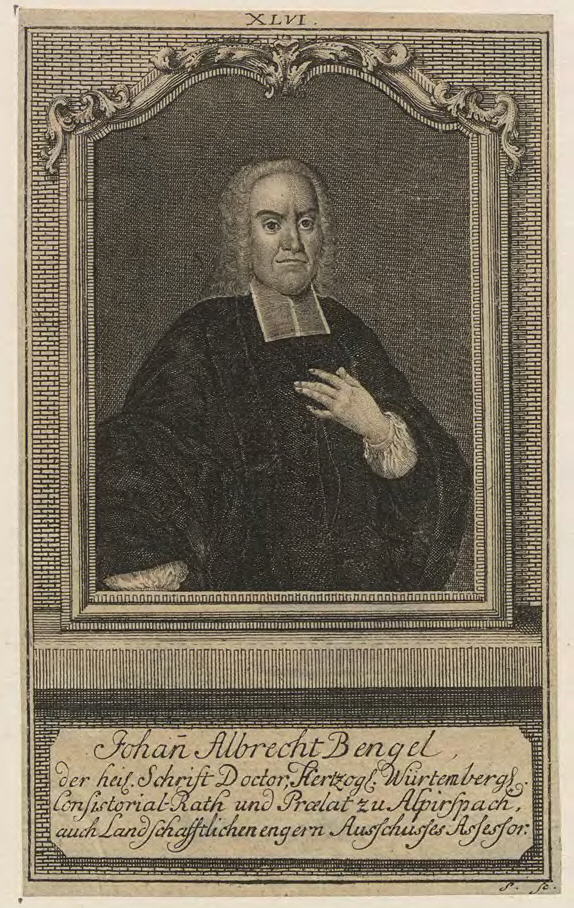
Johann Albrecht Bengel

Die prägendste Gestalt des württembergischen Pietismus war Johann Albrecht Bengel (1687–1752), der mit seiner biblizistischen, heilsgeschichtlich orientierten Theologie einen großen Teil des Pfarrernachwuchses Württembergs prägte. Bedeutende Schüler waren der Pfarrer und Liederdichter Philipp Friedrich Hiller (1698–1769), der Tübinger Theologieprofessor Jeremias Friedrich Reuß (1700–1777), der eine ganze Generation württembergischer Pfarrer geprägt hat, Johann Christian Storr (1712–1773), der bis in die Kirchenleitung aufstieg, und Friedrich Christoph Oetinger (1702–1782), der viele weitere Traditionen in seine originelle Theologie aufnahm und mit dieser wiederum prägend für den württembergischen Pietismus wurde. Ähnliches gilt für Philipp Matthäus Hahn (1739–1790).
1743 bekamen die pietistischen Konventikel eine rechtliche Anerkennung durch das „Generalreskript betreffend die Privatversammlungen der Pietisten“. In ihnen durften jedoch keine heterodoxen und separatistischen Anschauungen verbreitet werden. Dies beförderte die Konsolidierung des Pietismus in Württemberg. Familien auf dem Land wie die pietistische Lehrerfamilie Kullen in Hülben, die über Generationen hinweg innerhalb der Landeskirche den Pietismus pflegten und damit die Lebenswelt auf dem Land prägten, gehörten zu den typischen Erscheinungen des Württembergischen Pietismus.

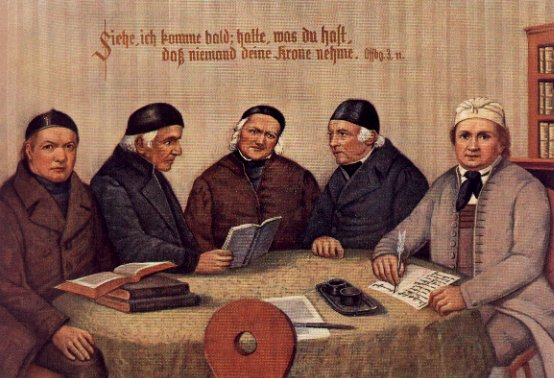
Das so genannte „Fünf-Brüder-Bild“, ein Porträt von Persönlichkeiten des württembergischen Pietismus; von links nach rechts: Johannes Schnaitmann, Anton Egeler, Johann Martin Schäffer, Immanuel Gottlieb Kolb, Johann Michael Hahn.

Unter den Laien ist Johann Michael Hahn (1758–1819) als einflussreicher Denker und Gründer der bis heute existierenden Hahn’schen Gemeinschaften zu nennen. Ebenso existieren heute noch die Pregizier Gemeinschaften, die auf das Wirken des Pfarrers Christian Gottlob Pregizer (1751–1824) zurückgehen. Wichtige „Väter“ des württembergischen Pietismus wie Michael Hahn, Johann Albrecht Bengel und Friedrich Christoph Oetinger vertraten die Allversöhnung (apokatastasis pantōn).

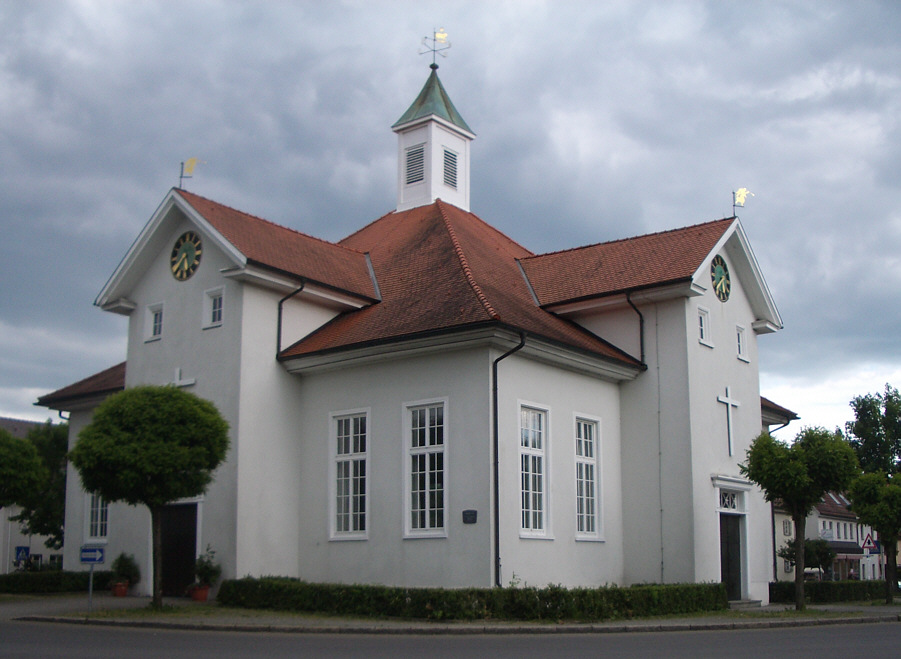
Betsaal in Wilhelmsdorf

Anfang des 19. Jahrhunderts kam es zu einer Auswanderungswelle von Pietisten nach Bessarabien, der Krim, dem Wolgagebiet und Kaukasien aufgrund eschatologischer Spekulationen und Neuerungen in der gottesdienstlichen Agende. Um dem entgegenzutreten, kam es zur Gründung der beiden pietistischen Gemeinden Korntal (1819) und Wilhelmsdorf (1824), die mit kirchlichen Sonderrechten ausgestattet wurden.
Auf dieser Basis konnten sich die Pietisten innerhalb der Landeskirche engagieren, weshalb es dort bis heute noch eine starke pietistische Strömung gibt. Noch immer stellen die Pietisten des Gesprächskreises „Lebendige Gemeinde“ die größte Gruppierung in der württembergischen Landessynode. Allerdings ist der Einfluss des Pietismus gerade in diesem Land häufig überschätzt worden, weil man allgemeine Verhaltensweisen ungeprüft pietistischen Einflüssen zuschrieb.
Das Verhältnis zwischen Pietisten und Nicht-Pietisten innerhalb der evangelischen Landeskirche ist trotz eines grundsätzlichen Verständnisses auch in Württemberg teilweise spannungsvoll, was sich in der Vergangenheit zeigte, wenn sich die Gesprächskreise der Synode nur schwer auf einen Landesbischof einigen konnten. Bei der letzten Bischofswahl 2005 verzichtete die „Lebendige Gemeinde“ allerdings auf einen eigenen dezidierten Kandidaten, sodass Bischof Frank Otfried July im ersten Wahlgang gewählt werden konnte. Darin zeigt sich eine Annäherung zum Gesprächskreis Evangelium und Kirche, der in der Vergangenheit mit dem eher links-protestantischen Gesprächskreis Offene Kirche zusammenarbeitete.

### Herrnhuter Brüdergemeine
Die Entstehung und Entwicklung der Herrnhuter Brüdergemeine ist untrennbar mit ihrem Gründer Nikolaus Graf von Zinzendorf (1700–1760) verbunden.

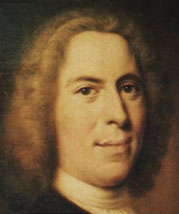
Nikolaus Ludwig Graf von Zinzendorf (vor 1749)

Zinzendorf wuchs bei seiner Großmutter Henriette Catharina von Gersdorff auf. Sie vertrat ein überkonfessionelles, philadelphisches Christentum, obwohl sie sich immer mit der lutherischen Kirche verbunden wusste. Ihre Gedankenwelt hat Zinzendorf und mit ihm die Brüdergemeine tief geprägt, ebenso wie die Frömmigkeit seiner Tante Henriette von Gersdorf, die ihn im täglichen Gebet den „Umgang mit dem Heiland“ gelehrt hat.
Im Alter von zehn Jahren kam Zinzendorf auf das Hallische Pädagogium regnum. Zwar erhielt er durch den hallischen Pietismus Anregungen, doch blieb er später auf Distanz zu der dortigen Frömmigkeit des Bußkampfes und des Heiligungsernstes. Er musste ein Jurastudium in Wittenberg aufnehmen und setzte sich in dieser Zeit für einen Ausgleich zwischen lutherischer Orthodoxie und dem Hallischen Pietismus ein.
1722 erlaubte er evangelischen Flüchtlingen aus Mähren die Ansiedlung auf seinem Gut Berthelsdorf in der Oberlausitz. Sie waren Nachfahren der böhmischen Brüderunität, die im Dreißigjährigen Krieg fast vollständig untergegangen war. Im weiteren Verlauf siedelten sich auch Schwenckfeldianer aus Schlesien, Pietisten, Separatisten, Lutheraner und Reformierte an. Seit 1724 wird diese Siedlung Herrnhut genannt. Es gelang, aus den Siedlern mit ihren unterschiedlichen Traditionen eine völlig neue Kirchengemeinschaft zu kreieren. Durch die Berufung darauf, dass man die alte Brüderunität erneuert habe, ermöglichte man es, im Bereich des Luthertums zu bleiben. In Herrnhut blühte das religiöse und liturgische Leben in großer Vielseitigkeit auf.
Herrnhut wurde zum Ausgangspunkt einer intensiven Diasporaarbeit im Deutschen Reich, den Niederlanden und der Schweiz. Binnen weniger Jahre entwickelte sich ein dichtes Netz von Freundeskreisen und Tochtergemeinen. Ebenso wurde Herrnhut zum Zentrum der Heidenmission, aus der eigene Kirchen in den ehemaligen Missionsgebieten hervorgegangen sind.
Nach anfänglichen Berührungspunkten mit der aufkommenden methodistischen Erweckungsbewegung in England kam es jedoch zur Abgrenzung zwischen Brüdergemeine und Methodismus. Der kontinentaleuropäische Pietismus und der Methodismus haben sich jedoch im weiteren Verlauf beider Bewegungen gegenseitig befruchtet.
Nach dem Tod Zinzendorfs näherten sich die Brüdergemeinen der herkömmlichen lutherischen Theologie weiter an. Sie bekannten sich weiterhin zur Confessio Augustana als ihrem Bekenntnis. Mit allen anderen Kindern Gottes wusste man sich jedoch weiterhin im gemeinsamen Herzensglauben verbunden, über alle Konfessionsgrenzen hinweg.
Die Diasporaarbeit der Brüdergemeine betreute erweckte Christen aller Kirchen durch ihre Sendboten. Erweckte wurden im Zeitalter der Aufklärung und des theologischen Rationalismus in ihrer an der Bibel ausgerichteten Frömmigkeit gestärkt. Damit bildet die Diasporaarbeit eine wichtige Brücke zwischen dem Pietismus der Barockzeit und den Anfang des 19. Jahrhunderts beginnenden Erweckungsbewegungen innerhalb der evangelischen Kirchen. Die Zusammenkünfte der Diasporageschwister wurden in einigen Regionen durch Konventikelverbote oder andere Beschränkungen behindert.
Die Predigerkonferenzen der Gemeine waren eine Möglichkeit für Geistliche der evangelischen Landeskirchen, sich zu beraten und theologisch von Rationalismus und Neologie abzugrenzen.

### Der Spätpietismus zwischen 1780 und 1820
Der Pietismus dieser Zeit steht in vielfältigem Zusammenhang mit dem Pietismus des Barock, unterscheidet sich jedoch von ihm. Er ist sich in ganz anderer Weise seiner Gegnerschaft zur Aufklärung bewusst. Er ist beeinflusst vom Sturm und Drang und der Romantik. Noch stärker als der frühere Pietismus liegt die Betonung auf der Individualität und der Pflege der Gefühlskultur.
Die Erweckten sammelten sich hauptsächlich in der Deutschen Christentumsgesellschaft und der Herrnhuter Brüdergemeine mit ihrer Diasporaarbeit. Einzelne Persönlichkeiten haben den Pietismus dieser Zeit stark beeinflusst, auch wenn sie nicht immer als Pietisten bezeichnet werden können: Johann Caspar Lavater, Johann Friedrich Oberlin, Johann Heinrich Jung-Stilling und Matthias Claudius.
Die Sendboten der Brüdergemeine besuchten die Kreise der Erweckten und stärkten sie in ihrem Glauben. Dies taten sie nur, wenn der Ortsgeistliche der Landeskirche davon Kenntnis hatte oder dies sogar unterstützte. Diese Erweckten trugen auch die entstehenden Missionsgesellschaften und Bibelgesellschaften.
Die Deutsche Christentumsgesellschaft in Basel vernetzte ebenfalls Kreise von Erweckten. Ihr Gründer und Förderer war Johann August Urlsperger, der mit ihr die Auseinandersetzung mit der Aufklärung und Neologie führen wollte. Diese Zielsetzung wurde jedoch nicht aufgenommen, aber ein Netzwerk von Gleichgesinnten aufgebaut. In und außerhalb Deutschlands gründeten sich zahlreiche Tochtergesellschaften. Konfessionelle Unterschiede spielten kaum eine Rolle. Es wurde eine Traktatgesellschaft gegründet, die erbauliches Schrifttum vertrieb. 1804 wurde die Basler Bibelgesellschaft gegründet und 1815 von Christian Friedrich Spittler die Basler Mission. Wichtige Impulse empfing man aus England.
Zu der/den aufkommenden Erweckungsbewegung(en) nach 1815 bestanden vielfältige Beziehungen. Zum großen Teil knüpften diese an die Arbeit der Herrnhuter Brüdergemeine und die Christentumsgesellschaft mit ihren Tochtergesellschaften an bzw. wurden von diesen Kreisen unterstützt.

### Die Erweckungsbewegungen des 19. Jahrhunderts
Die Initialzündung der Erweckung im Deutschen Reich ist der Sieg Preußens und seiner Verbündeten über Napoleon Bonaparte. Viele sahen darin das Eingreifen Gottes in die Geschichte. In dieser Stimmung gelang es der erweckten Juliane von Krüdener, den russischen Zaren, den Kaiser von Österreich und den preußischen König zur Gründung der Heiligen Allianz zu bewegen. Eine ähnliche religiöse Hochstimmung konnte beim Wartburgfest und der Dreihundertjahrfeier der Reformation erlebt werden. Zwar nahm dieses religiöse Hochgefühl ab, doch die Frömmigkeit der Erweckung gewann immer mehr Anhänger. Rückhalt hatte die erweckte Theologie durch Friedrich Wilhelm III. In Berlin waren es der Pfarrer Johannes Jaenicke (1748–1827) und Baron Hans Ernst von Kottwitz (1757–1843), die die Erweckungsbewegung durch ihr missionarisches und soziales Engagement voranbrachten, aus dem die Preußische Hauptbibelgesellschaft, die Berliner Missionsgesellschaft, ein Traktatverein und eine „Freiwillige Beschäftigungs-Anstalt“ hervorgingen. Sie fanden viele – auch einflussreiche – Anhänger. Ebenso förderten Friedrich Wilhelm IV. und Wilhelm I. die Erweckung und die Innere Mission.
In den ersten eineinhalb Jahrzehnten spielten die konfessionellen Unterschiede innerhalb der aufkommenden Erweckungsbewegungen kaum eine Rolle. Dies änderte sich mit der Rückbesinnung auf ältere kirchliche Traditionen. Große Teile der Erweckungsbewegungen bekamen eine konfessionelle, teilweise auch konfessionalistische Ausrichtung, die die Unionsbestrebungen innerhalb des deutschen Protestantismus ablehnten. Innerhalb der Erweckungsbewegungen wurden zahlreiche diakonische Einrichtungen, Traktatgesellschaften, Bibelgesellschaften und Missionsgesellschaften gegründet.
Es entstanden unter anderem Erweckungsbewegungen im Siegerland, in Elberfeld (heute Wuppertal), in Wittgenstein, im Biedenkopfer Raum (Hessisches Hinterland), im Oberbergischen, in Minden, im Ravensberger Land, in Ostpreußen und in Pommern, die große Teile der Bevölkerung ergriffen. In einigen dieser Gebiete führten diese Bewegungen zur Gründung von freikirchlichen Gemeinden.
Auch in der Schweiz gab es eine starke Erweckungsbewegung. Es entstand die Evangelische Gesellschaft des Kantons Bern, die von Karl Stettler-von Rodt gegründet wurde und in der jahrelang Franz Eugen Schlachter, der Übersetzer der Miniaturbibel, als Prediger arbeitete. Die pietistische Durchdringung der Basler Großbürgerschicht wurde als „Frommes Basel“ sprichwörtlich.
1836 gründete Pfarrer Theodor Fliedner in Kaiserswerth mit der Diakonissenanstalt Kaiserswerth das erste Diakonissenhaus der Neuzeit. Seine Frau Friederike Fliedner wurde die erste Oberin. Es folgten Gründungen in vielen anderen Städten.
Mit der 1838 erfolgten Gründung eines „Rettungshauses für schwachsinnige Kinder“ als erste schulische Einrichtung für geistig behinderte Kinder und Jugendliche im württembergischen Wildberg gab Karl Georg Haldenwang einen wichtigen Anstoß für nachfolgende Entwicklungen der Sonderpädagogik und Geistigbehindertenpädagogik im deutschsprachigen Raum.
Nach dem Vorbild schon bestehender Evangelischer Gesellschaften gründete der lutherische Pfarrer Ludwig Feldner (1805–1890) die Evangelische Gesellschaft für Deutschland, die sich die Evangelisierung Deutschlands zur Aufgabe machte und erweckte Kreise in Zweiggesellschaften organisatorisch verband und damit zu einer Wegbereiterin der Gemeinschaftsbewegung wurde. Ebenfalls gründete Hermann Heinrich Grafe den Evangelischen Brüderverein in Elberfeld mit ähnlicher Aufgabenstellung. Nach seinem Austritt aus der reformierten Kirche wurde Grafe zur Gründerfigur der Freien evangelischen Gemeinden, und sein ehemaliger Mitstreiter im Brüderverein, Carl Brockhaus, wurde zum wichtigsten Verbreiter der Ideen der Brüderbewegung in Deutschland.
Unter dem Eindruck der Revolution von 1848 gelang es Johann Hinrich Wichern (1808–1881) für sein Programm einer Inneren Mission mit ihren diakonischen Einrichtungen Aufmerksamkeit und Unterstützung weiter Kreise zu gewinnen. Die sozialen Aktivitäten der Erweckungsbewegung und der Inneren Mission sind der Wurzelgrund heutiger diakonischer Arbeit innerhalb der evangelischen Kirchen. Sie wurden neben den verfassten Kirchen ins Leben gerufen, manchmal auch gegen deren Widerstand. Tendenziell waren sie mit konservativen oder reaktionären Kreisen verbunden und grenzten sich gegenüber anderen sozialen Bewegungen ab, insbesondere gegen den Sozialismus und Kommunismus. Nur sehr selten findet man unter den Erweckten strukturell-politische Lösungsansätze der Sozialen Frage. Sie bleiben in der Regel einem individuellen und vereinsmäßigen Zugang zu diesen gesellschaftlichen Problemen verhaftet.
Die äußere Mission fand breite Unterstützung bei den Erweckten. Die Erfahrungen und Berichte aus den Missionsfeldern wirkten durch Zeitschriften, Missionsfeste und Missionskonferenzen vielfältig auf das gemeindliche Leben zurück. Viele Missionare setzten sich auch für die sozialen und gesellschaftlichen Belange der ihnen anvertrauten Menschen auf den Missionsfeldern ein. Zur bedeutendsten Missionsgesellschaft wurde die Basler Mission.
Unter den in der Ukraine und Russland siedelnden deutschsprachigen Mennoniten entstanden ab 1860 die vor allem vom Erweckungsprediger Eduard Wüst beeinflussten Mennonitischen Brüdergemeinden.

### Die Gemeinschaftsbewegung
Neuartige Anregungen empfing die Erweckungsbewegung seit 1875 aus dem angelsächsischen Bereich. Sie kamen aus der amerikanischen Evangelikalen Bewegung und der Heiligungsbewegung. Beides sind keine einheitlichen Bewegungen.
Der amerikanische Evangelikalismus vertritt unter Zurücksetzung weiterer Differenzierungen die göttliche Inspiration der Bibel als alleinige Grundlage für Glauben und Leben, den dringlichen Ruf zur Bekehrung und die Mitarbeit der Glaubenden, egal ob Laien oder Geistliche, an Gottes Heilsplan für die Welt.
Die Heiligungsbewegung unterscheidet zwischen Rechtfertigung des Sünders und Heiligung des Glaubenden. Im Prozess der Heiligung soll es dem Glaubenden möglich werden, den natürlichen Hang des Menschen zum Sündigen immer weiter zu überwinden. Ein Christenleben ohne bewusste Sünde in bleibender Gottesliebe gilt als erreichbares Ziel (Perfektionismus). Und die Taufe mit dem Heiligen Geist wurde für geheiligte Christen erwartet und als Erfahrung bezeugt.
Der Inspektor der Pilgermission St. Chrischona, Carl Heinrich Rappard, wurde zu einem bedeutenden Verbreiter der Anschauungen der Heiligungsbewegung, während durch den Professor für Praktische Theologie Theodor Christlieb und dem Evangelisten Elias Schrenk die Anliegen der Evangelisation bekannt gemacht und umgesetzt wurden.
In einigen Gegenden bestanden schon seit Jahrzehnten Gemeinschaftsverbände, die die Erweckten sammelten und die Anregungen aus dem angelsächsischen Bereich mehr oder weniger intensiv aufnahmen. Auch kam es zur Gründung weiterer solcher Verbände durch Sammlung der Erweckten und Evangelisationen. Zur Vernetzung und theologischen Diskussion wurde 1888 zu einer „freien Conferenz christlicher Männer aus ganz Deutschland“ nach Gnadau eingeladen. Diese Konferenz gilt als Gründung der modernen Gemeinschaftsbewegung, die sich in großen Teilen mit ihren Verbänden und Werken zum Gnadauer Gemeinschaftsverband zusammengeschlossen hat. In dieser Konferenz wurde zum einen die Notwendigkeit einer organisierten Evangelisation und zum anderen die Tätigkeit der Laien in den Gemeinschaften hervorgehoben. Anliegen der Heiligungsbewegung wurden vorgebracht, waren aber nicht unumstritten.
Bis 1897 war der Organisationsprozess des Gnadauer Verbandes abgeschlossen: Mit der Zeitschrift „Philadelphia“ besaß man ein Publikationsorgan und stellte für verschiedene Bereiche Menschen an. Die neue Bewegung blühte auf. Die erweckten Kreise verstanden sich als ecclesiola in ecclesia (Kirchlein in der Kirche). Die Stellung zu den verfassten evangelischen Landeskirchen reichte von freundlicher Nähe und Zusammenarbeit bis hin zu freikirchlichen Gemeindeideen. In diesem Spannungsbogen befindet sich die Gemeinschaftsbewegung bis heute. Zur theologischen Wissenschaft blieb man auf Distanz. Ebenso zur Parteipolitik, auch wenn die meisten Gemeinschaftsmitglieder konservativ waren. Sie wissen sich in ganz besonderer Weise mit den Erweckten in allen Konfessionen verbunden, und somit gehören die Landeskirchlichen Gemeinschaften zu den Trägern der Arbeit der Evangelischen Allianz. Auch in den Bereichen Bildung, Mission und soziales Engagement erfuhren die erweckten Kreise und das kirchliche Leben zahlreiche Anregungen aus dem angelsächsischen Bereich. Es entstanden berufsständische Vereinigungen für Bäcker, Straßenkehrer, Kaufleute, Eisenbahner usw. In ganz Deutschland wurden CVJM und Jugendbünde für entschiedenes Christentum gegründet.

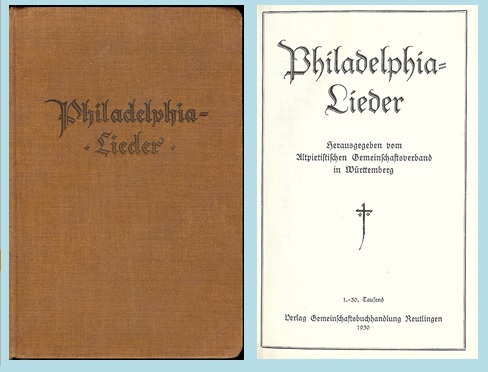
Umschlag und Titelseite des Altpietistischen Gesangbuchs von 1930

Seit 1903 kam es zu einer großen Erweckung in Wales, durchdrungen von Gedanken der Heiligungsbewegung, die in deutschen Gemeinschaften die Hoffnung einer weltweiten Erweckung bestärkten. Es kam zu sogenannten Geistestaufen, die in die Vollkommenheitslehre eines großen Teiles der Heiligungsbewegung eingeordnet wurden. In Los Angeles kam es daran anknüpfend zu Geistestaufen mit Zungenreden, die als endzeitliche Erweckung gedeutet wurden. Infolge dieser Bewegung kam zu den Kasseler Ereignissen im Jahr 1907. Nachdem dort ekstatische, tumultartige Versammlungen Aufsehen erregt hatten, wurde die Veranstaltungsreihe abgebrochen. Diese und darauf folgende Ereignisse führten zu einer tiefen Krise in der Gemeinschaftsbewegung. In der Folge wurden die überspitzten Ansichten von Jonathan Paul über einen christlichen Perfektionismus zurückgewiesen und die Pfingstbewegung aus der Gemeinschaftsbewegung ausgeschieden. Durch Vertreter der Evangelischen Allianz wurde die neue Bewegung in der Berliner Erklärung als „von unten“ bezeichnet. Dieses Urteil prägt bis heute Teile der evangelikalen Bewegung, auch wenn es mit der Kasseler Erklärung von 1996 zu einer Neubewertung der Berliner Erklärung zwischen der Evangelischen Allianz und dem Bund Freikirchlicher Pfingstgemeinden kam und eine Zusammenarbeit mit den Gemeinden der Pfingstbewegung und der Charismatischen Bewegung in der Evangelischen Allianz möglich wurde. In der Folge des Ausschlusses der Vertreter der Pfingstbewegung aus der Gemeinschaftsbewegung organisierten diese sich 1913 im Christlichen Gemeinschaftsverband Mülheim a. d. Ruhr. Innerhalb des Gnadauer Verbandes kam es zu einer stärkeren Hinwendung zur reformatorischen Theologie.
Infolge des Ersten Weltkrieges kam es zu einer Distanzierung der deutschen Gemeinschaftsbewegung von den angelsächsischen Erweckungsbewegungen. In die Diskussionen nach dem Ende des landesherrlichen Kirchenregimentes zur Umgestaltung der evangelischen Landeskirchen brachten sich Führungspersönlichkeiten des Gnadauer Verbandes aktiv ein. Obwohl die Ergebnisse für die Gemeinschaftsbewegung enttäuschend waren, blieb die Bewegung als ganze in den evangelischen Volkskirchen.
Nach der Machtergreifung der NSDAP kam es nach anfänglicher Begeisterung für das neue Regime unter dem Vorsitzenden des Gnadauer Verbandes Walter Michaelis zu einer raschen Ernüchterung. Der Gnadauer Verband schloss sich nicht der Glaubensbewegung Deutsche Christen an und forderte seine Mitglieder auf, aus dieser Bewegung auszutreten, sofern man ihr beigetreten war. Vielmehr schloss man sich im November 1934 der „Arbeitsgemeinschaft der missionarischen und diakonischen Werke“ an, die der Bekennenden Kirche nahestand. Von den 38 Landesverbänden des Gnadauer Verbandes schlossen sich jedoch der Deutsche Gemeinschafts-Diakonieverband und zwei weitere kleinere Verbände nicht dieser Arbeitsgemeinschaft an und schieden somit aus dem Gnadauer Verband aus. Dem Kurs des Gnadauer Verbandes unter Walter Michaelis wurde in der Bekennenden Kirche hohe Achtung entgegengebracht. Es kam von Seiten des nationalsozialistischen Regimes zu Einschränkungen und Behinderungen der Arbeit der Gemeinschaften. Zur Judenverfolgung schwieg man. Es gab jedoch individuelle Hilfeleistungen einzelner Gemeinschaftsmitglieder.
Nach dem Zweiten Weltkrieg standen die Gemeinschaften und ihre Verbände vor der Aufgabe der Reorganisation der Gemeinschaftsarbeit. Die Arbeit in der Sowjetischen Besatzungszone und der DDR wurde in die Selbständigkeit entlassen und konnte unter dem Dach der diakonischen Verbände der evangelischen Kirchen der DDR fortgeführt werden. In der Bundesrepublik Deutschland wurden Großevangelisationen mit Billy Graham neben vielen anderen neuen Evangelisationsmethoden zum Werbemittel für den Glauben an Christus. In den theologischen Auseinandersetzungen der Nachkriegsjahrzehnte um die Theologie Rudolf Bultmanns und anderer, die Ökumenische Bewegung und die Feministische Theologie stellten sich große Teile der Gemeinschaftsbewegung auf die Seite der Bekenntnisbewegung Kein anderes Evangelium; es gab auch Stimmen, die zur Mäßigung in diesen Streitigkeiten aufriefen. Seine besondere Stellung innerhalb des „Bekenntniskampfes“ markiert der Austritt des Gnadauer Verbandes 1991 aus der Konferenz Bekennender Gemeinschaften in den Evangelischen Kirchen Deutschlands.
Nach dem Beitritt der Deutschen Evangelischen Allianz 1968 zur World Evangelical Fellowship wurde das Wort pietistisch zunehmend von dem Wort evangelikal verdrängt, auch wenn die Gemeinschaftsbewegung immer wieder ihre Eigenständigkeit gegenüber der Evangelikalen Bewegung betont und hin und wieder andere Akzente als diese setzt.
Die Gemeinschaftsbewegung hat sich von Anfang an als Bewegung innerhalb der evangelischen Kirchen Deutschlands gesehen. Viel zitierter Leitsatz der Arbeit des Gnadauer Verbandes ist dabei das auf Theodor Christlieb zurückgeführte Wort: „in der Kirche, wo möglich mit der Kirche, aber nicht unter der Kirche“. Der Gnadauer Verband vereinigt dabei eine große Bandbreite theologischer Auffassungen, was auch die Stellung der einzelnen Gemeinschaften und ihrer Verbände zu den verfassten Kirchen betrifft. So gibt es durchaus Verbände, die freikirchliche Gemeinden bei sich eine Heimat bieten, während andere Verbände dezidiert einen innerkirchlichen Kurs verfolgen. Letzteres schließt nicht aus, dass sich Landeskirchliche Gemeinschaften in diesen als Gemeinden verstehen, aber eben in der verfassten Kirche.
Der Neupietismus und mit ihm die Gemeinschaftsbewegung setzt im Gegensatz zum klassischen Pietismus auf eine stärkere Ausrichtung auf Lehre (Dogmatik) und Verkündigung (Evangelisation/Mission), die teilweise zu Lasten der karitativen und diakonischen Tätigkeiten gehen kann.

## Wirkung
Nicht zu unterschätzen ist die Bedeutung des Pietismus für die deutsche Literatur in der Epoche der Aufklärung. Pietisten waren gehalten, ihr Inneres genau zu beobachten und ein etwaiges Erweckungserlebnis im Kreise der pietistischen Brüder und Schwestern zu berichten. Dies führte zu einem sensibleren Umgang mit seelischen Entwicklungen, den sich Schriftsteller zum Vorbild nahmen, wodurch auch in der Literatur das Innenleben der Helden größere Bedeutung gewann. Ein Beispiel für das Zusammenspiel von Pietismus, Psychologie und Literatur ist Karl Philipp Moritz’ Roman Anton Reiser. Goethes Wilhelm Meister diskutiert im 6. Buch der Lehrjahre („Die Bekenntnisse einer schönen Seele“) unter anderem den Pietismus Zinzendorfs und der Herrnhuter, mit dem er sich in seiner Jugend stark auseinandergesetzt hatte.
Der Pietismus soll zusammen mit der Aufklärung das Ende des Konfessionalismus bewirkt haben und „Bahnbrecher der Moderne“ gewesen sein.
Auch das soziale Engagement des Pietismus (unter anderem die daraus erwachsenen Diakonissenanstalten und Sozialwerke) hat nachhaltige Veränderungen in Gesellschaft und Politik hervorgerufen. Viele soziale Anstalten (Waisenhäuser, Krankenhäuser), die heute vom Staat geführt werden, sind auf den Pietismus zurückzuführen.
Die heutigen Bibelgesellschaften gehen auf die pietistische Cansteinsche Bibelanstalt zurück, die erstmals das Anliegen umsetzte, die Bibel nicht nur im Sinne Luthers allgemein verständlich, sondern durch Einführung des Stehsatzes auch für jeden erschwinglich zu machen.
Prägende Kraft übte der Pietismus zusammen mit den ihm verwandten Bewegungen des Puritanismus, der Nadere Reformatie und des Methodismus auf den Protestantismus der USA aus.

## Kritik am Pietismus
An Kritik an pietistischen Lehrinhalten und pietistischer Frömmigkeitspraxis hat es zu keiner Zeit seit seiner Entstehung gemangelt. So hat etwa Hermann von Pückler-Muskau aus eigener Erfahrung von einer „herrnhutischen Heuchelanstalt“ gesprochen.
Vor allem aus Kreisen der dialektischen Theologie wurde eine fruchtbare Auseinandersetzung mit dem Pietismus geboten. Hauptkritikpunkt war dabei, dass sich die Pietisten auf die Widerspruchsfreiheit der Bibel beriefen, während Vertreter der dialektischen Theologie dies nicht glaubten. So hat der Berliner Theologe Dietrich Bonhoeffer den Pietismus als letzten Versuch bezeichnet, den christlichen Glauben als Religion zu erhalten (Widerstand und Ergebung). Bei seiner negativen Beurteilung der Religion – er wurde gleichsam als Gegenbegriff zur Offenbarung Gottes angesehen – wiegt diese Kritik schwer. Ebenso verwarf Bonhoeffer gerade als biblisch-reformatorischer Theologe das Grundanliegen des Pietismus, beim Menschen eine „erwünschte Frömmigkeit“ erwirken zu wollen.
Außenstehende Christen wie auch Nichtchristen kritisieren an Pietisten, dass diese sich zu sehr auf die eigene geistliche Entwicklung konzentrierten. Die Kritiker sehen hier die Gefahr eines „Heils-Egoismus“, weswegen Pietisten der Verantwortung des Menschen in der Gesellschaft nicht gerecht werden könnten. Diese Kritik lässt sich unter dem Begriff „Subjektivismuskritik“ zusammenfassen und kann sich auf eine lange Tradition berufen. So behandelt Hegel in seiner „Religionsphilosophie“ den Pietismus parallel zur Aufklärung und vermutet in ihm „die Spitze dieser Subjektivität“. Gegen die Subjektivismuskritik spricht allerdings das oben angeführte soziale Engagement des Pietismus, welches oftmals ebenfalls ein (sozial)missionarisches war. So stellt sich die Frage, ob die Subjektivismuskritik nicht vielmehr auf einer abstrakt-einseitigen Betrachtung des Pietismus beruht.
Mit latent fundamentalistischen Tendenzen im Pietismus setzt sich die feministische Autorin Dorothee Markert auseinander.  
In den 1970er Jahren entstand die eher abwertende, aber auch satirisch gemeinte Bezeichnung Pietcong (Kofferwort aus Pietist und Vietcong) für in ihrer Frömmigkeit radikal auftretende Pietisten.

## Spannungen und Koalitionen
Manche Kirchen und Gruppen in pietistischer Tradition grenzen sich speziell von Pfingstgemeinden sowie charismatischen Kirchen und Gruppen ab. Die Grundlage hierfür bildet in den meisten Fällen nach wie vor die Berliner Erklärung von 1909. Sie war die Reaktion auf eine Erweckung in Mülheim an der Ruhr 1905, mit der die Pfingstbewegung im deutschsprachigen Raum begann. Einige Auswüchse um die „Zungenrede“ und die Behauptung des Predigers Jonathan Paul, dass ein Christ sündlos leben könne, führten zu einer Spaltung in der Gemeinschaftsbewegung und zur Gründung des Mülheimer Verbandes.
Inzwischen gibt es jedoch eine zunehmende Zusammenarbeit mit Pfingstgemeinden innerhalb der Evangelischen Allianz und bei evangelikal geprägten Aktionen wie ProChrist.
Darüber hinaus sind weite Teile des Pietismus heute weit stärker als in der Vergangenheit zu einer geistlichen Zusammenarbeit mit römisch-katholischen Christen und Gemeinden bereit.
Im Verhältnis zu den Landeskirchen gibt es in manchen Gemeinschaftsverbänden eine Entwicklung hin zu freikirchlichen Strukturen. Diese Entwicklung ist einigen Verbänden schon seit Jahrzehnten virulent, da in ihnen eine freikirchliche Ekklesiologie vertreten wird. In anderen Verbänden hat die Anwendung der historisch-kritischen Methode, die Aufnahme von Ergebnissen der feministischen Theologie und die veränderte Haltung gegenüber traditionellen ethisch-moralischen Fragestellungen innerhalb der evangelischen Landeskirchen in den letzten Jahrzehnten dazu geführt, dass es Gemeinschaften und einzelne Gemeinschaftsmitglieder gibt, die in Distanz zu den evangelischen Landeskirchen gegangen sind.

## Gruppen in pietistischer Tradition
Oberbegriffe:
- Gemeinschaftsbewegung
- Landeskirchliche Gemeinschaft

Gruppen innerhalb der EKD bzw. einzelnen Landeskirchen:
- Mitglieder im Evangelischen Gnadauer Gemeinschaftsverband:
  - Altpietistischer Gemeinschaftsverband Stuttgart
  - Evangelische Gesellschaft für Deutschland
  - Evangelischer Gemeinschaftsverband Siegerland-Wittgenstein
  - Liebenzeller Gemeinschaftsverband
  - Chrischona International
  - Süddeutscher Gemeinschaftsverband

Gruppen und Verbände außerhalb des Gnadauer Verbandes
- Bekenntnisbewegung Kein anderes Evangelium
- Evangelische Brüdergemeinde Korntal
- Evangelischer Gemeinschaftsverband AB
- Evangelischer Gebetsverein
- Evangelisch-Lutherische Gebetsgemeinschaften
- Herrnhuter Brüdergemeine
- Michael Hahn’sche Gemeinschaft
- Pregizer Gemeinschaften

In der Schweiz:
- Evangelisches Gemeinschaftswerk

In Skandinavien:
- Haugianer

Freikirchen:
- Bund Freier evangelischer Gemeinden in Deutschland
- Inspirierte
- Mennonitische Brüdergemeinden
- Mülheimer Verband Freikirchlich-Evangelischer Gemeinden
- Schwarzenauer Brüder
- Die christliche Gemeinde

## Pietistische Gemeinschaftssiedlungen
- Evangelische Brüdergemeinde Korntal
  - Wilhelmsdorf
- Herrnhuter Brüdergemeine (weltweit, siehe auch: Siedlungen der Herrnhuter Brüdergemeine)
  - Bethlehem in Pennsylvania (ab 1741, seit 2024 UNESCO-Weltkulturerbe)
  - Christiansfeld, Jütland (ab 1773, seit 2015 UNESCO-Weltkulturerbe)
  - Gnadau bei Barby in Sachsen-Anhalt (1767)
  - Gnadenberg in Schlesien (1743–1945)
  - Gnadenfeld in Schlesien (1766–1945)
  - Gnadenfrei in Schlesien (1743–1919)
  - Gracehill in Nordirland (ab 1759, seit 2024 UNESCO-Weltkulturerbe)
  - Herrnhaag in Hessen (ab 1738)
  - Herrnhut in der Oberlausitz, Sachsen (ab 1722, seit 2024 UNESCO-Weltkulturerbe)
  - Königsfeld im Schwarzwald (ab 1806)
  - Kolonie Kleinwelka bei Bautzen, Sachsen (ab 1757)
  - Marienborn (1738–1890)
  - Neudietendorf bei Gotha, Thüringen (ab 1742)
  - Neugnadenfeld in Niedersachsen (ab 1949)
  - Neusalz in Schlesien (1743–1945)
  - Salem in North Carolina (ab 1766)
  - Schlösslein-Kolonie, Rehweiler (1735–1745)
  - Zeist, Niederlande
- Siedlungen der Inspirierten und der Radikalen Pietisten in den USA
  - Amana Colonies, Iowa
  - Economy, Pennsylvania; heute ein historischer Distrikt der Stadt Ambridge
  - Ephrata, Pennsylvania
  - Harmony, Pennsylvania
  - New Harmony, Indiana
  - Zoar, Ohio

## Vom Pietismus beeinflusste Denker/Theologen/Philosophen
- Immanuel Kant
- Franz von Baader
- Friedrich Schleiermacher
- Friedrich Hölderlin
- Georg Wilhelm Friedrich Hegel
- Hans Nielsen Hauge
- Friedrich Wilhelm Joseph Schelling
- Friedrich Engels
- Rudolf Kögel
- Hermann Niehaus
- Johan Oscar Smith
- Christian Röckle

## Vom Pietismus beeinflusste Politiker
Genannt seien exemplarisch
- der erste Reichskanzler Otto von Bismarck, in seiner frühen politischen Laufbahn geprägt durch den Tod seiner ersten Liebe Marie von Thadden-Trieglaff und später durch seine Ehefrau Johanna von Puttkamer
- der Reichskanzler Georg Michaelis
- der ehemalige deutsche Bundespräsident Gustav Heinemann, geprägt durch die Pfarrer Friedrich Graeber und Wilhelm Busch in Essen/Ruhr
- der ehemalige deutsche Bundespräsident und ehemaliger Ministerpräsident von Nordrhein-Westfalen Johannes Rau, Sohn eines Wuppertaler Kaufmanns und nebenamtlichen Predigers
- die Politologin Christina Rau geb. Delius, Enkelin von Gustav Heinemann und Ehefrau von Johannes Rau.

## Bibliographien zur Geschichte des Pietismus
- Die Werke der württembergischen Pietisten des 17. und 18. Jahrhunderts. Verzeichnis der bis 1968 erschienenen Literatur. bearbeitet von Gottfried Mälzer. Walter de Gruyter; Berlin, New York 1972 (Bibliographie zur Geschichte des Pietismus, Band 1. Im Auftrag der Historischen Kommission zur Erforschung des Pietismus [Berlin, bei der Evangelischen Kirche der Union in der Evangelischen Kirche in Deutschland] hrsg. von Kurt Aland, Erhard Peschke und Martin Schmidt).
- A catalog of British devotional and religious books in German translation from the Reformation to 1750. compiled by Edgar C. McKenzie. Walter de Gruyter; Berlin, New York 1997 (Bibliographie zur Geschichte des Pietismus, Band 2).
- Die Werke Friedrich Christoph Oetingers. Chronologisch-systematische Bibliographie 1707–2014. bearbeitet von Martin Weyer-Menkhoff und Reinhard Breymayer. (Berlin; München; Boston [, Massachusetts, USA] : ) (Walter) de Gruyter 2015 (Bibliographie zur Geschichte des Pietismus. Band 3. Im Auftrag der Historischen Kommission zur Erforschung des Pietismus [Hannover, bei der Union Evangelischer Kirchen in der Evangelischen Kirche in Deutschland] hrsg. von Hans Schneider, Hans Otte, Hans-Jürgen Schrader).
  - Druckausgabe in Leinen, ISBN 978-3-11-041450-9; ISBN 3-11-041450-3;
  - E-Book (PDF): ISBN 978-3-11-041460-8;
  - E-Book (EPUB): ISBN 978-3-11-041465-3;
  - Print/E-Book: ISBN 978-3-11-041461-5; ISBN 3-11-041461-9; EAN 9783110414615.

## Forschungsliteratur
- Claus Bernet: Das deutsche Quäkertum in der Frühen Neuzeit. Ein grundsätzlicher Beitrag zur Pietismusforschung, in:  Zeitschrift für Religions- und Geistesgeschichte. 60, 2008, S. 214–234.
- Claus Bernet: Der Pietismus, Norderstedt 2013, ISBN 978-3-7322-8342-2.
- Dietrich Blaufuß: Korrespondierender Pietismus. Ausgewählte Beiträge, Evangelische Verlagsanstalt, Leipzig 2003. (S. 359–386 umfassender Forschungsbericht [tabellar. Übersicht S. 384–386.].)
- Dietrich Blaufuß: Pietism, in: Dictionary of Gnosis & Western Esotericism, Edited by Wouter J. Hanegraaff, vol. II. Brill, Leiden, Boston 2005, S. 955–960.
- Klaus Bockmühl: Die Aktualität des Pietismus, Brunnen, 1985, ISBN 3-7655-9045-2.
- Martin Brecht, Klaus Deppermann, Hartmut Lehmann, Ulrich Gäbler (Hrsg.): Geschichte des Pietismus, Band 1–4. Vandenhoeck & Ruprecht, Göttingen 1993–2004. (Standardwerk).
  - Martin Brecht (Hrsg.): Der Pietismus vom siebzehnten bis zum frühen achtzehnten Jahrhundert, Geschichte des Pietismus, Band 1, Vandenhoeck & Ruprecht, Göttingen 1993, ISBN 3-525-55343-9.
  - Martin Brecht (Hrsg.): Der Pietismus im achtzehnten Jahrhundert, Geschichte des Pietismus, Band 2, Vandenhoeck & Ruprecht, Göttingen 1995, ISBN 3-525-55347-1.
  - Ulrich Gäbler (Hrsg.): Der Pietismus im neunzehnten und zwanzigsten Jahrhundert, Geschichte des Pietismus, Band 3, Vandenhoeck & Ruprecht, Göttingen 2000, ISBN 3-525-55348-X.
  - Hartmut Lehmann (Hrsg.): Glaubenswelt und Lebenswelten., Geschichte des Pietismus, Band 4, Vandenhoeck & Ruprecht, Göttingen 2004, ISBN 3-525-55349-8.
- Reinhard Breymayer: Pietismus, in: Gert Ueding (Hrsg.): Historisches Wörterbuch der Rhetorik, Band 6, Niemeyer, Tübingen 2003, Sp. 1191–1214 (zum Verhältnis Pietismus-Redekunst (Rhetorik)).
- Reinhard Breymayer (Hrsg.): Luctuosa desideria. Wiedergefundene Gedenkschriften auf den Leipziger pietistischen Studenten Martin Born (1666–1689). Mit Gedichten von Joachim Feller, August Hermann Francke und anderen, Teil 1. Luctuosa desideria und Vetterliche und Freund-verbundene Letzte Pflicht. Text. Heck, Tübingen 2008, ISBN 978-3-924249-42-7, S. 24–25 findet sich das weltberühmte Sonett Fellers auf Martin Born im Faksimile des jahrhundertelang verschollenen Erstdrucks innerhalb der Sammelschrift Luctuosa desideria [>Gefühle schmerzlichen Vermissens<].
- Eberhard Busch: Karl Barth und die Pietisten. Die Pietismuskritik des jüngeren Barth und ihre Erwiderung, Kaiser, München 1978, ISBN 3-459-01165-3 (Zur Auseinandersetzung von Karl Barth mit dem Pietismus).
- Ecke Demandt: Nikolaus Graf von Zinzendorf, Von Herrnhut zum Herrnhaag 1700–1760. Schriften der Altenstädter Gesellschaft für Kultur und Geschichte e. V. Nr. 8, ISBN 978-3-9811398-2-2.
- Tim Christian Elkar: Leben und Lehre. Dogmatische Perspektiven auf lutherische Orthodoxie und Pietismus. Studien zu Gerhard, König, Spener und Freylinghausen, Frankfurt/M. 2015. ISBN 978-3-631-65605-1.
- Jean Firges: Der Pietismus im deutschen Südwesten, Sonnenberg, 2005, ISBN 3-933264-43-X (Über die kulturgeschichtlichen Prägungen der pietistischen Bevölkerung).
- Eberhard Fritz: Radikaler Pietismus in Württemberg. Religiöse Ideale im Konflikt mit gesellschaftlichen Realitäten, Quellen und Forschungen zur württembergischen Kirchengeschichte 18, Tübingen 2003 (Über den radikalen Pietismus in Württemberg).
- F. Fritz: Die Evangelische Kirche in Württemberg zur Zeit des Pietismus, in: Blätter für württembergische Kirchengeschichte 55, Stuttgart 1955, S. 68–116.
- Lothar Gassmann: Pietismus wohin? Neubesinnung in der Krise der Kirche, Verlag für Reformatorische Erneuerung, Wuppertal 2004, ISBN 3-87857-325-1.
- Martin H. Jung: Pietismus, Fischer, Frankfurt am Main 2005, ISBN 3-596-16130-4 (fischer kompakt).
- Peter Schicketanz: Der Pietismus von 1675 bis 1800, Evangelische Verlagsanstalt, Leipzig 2001.
- Heinrich Schmid: Die Geschichte des Pietismus, C.H. Beck’sche Buchhandlung, Nördlingen 1863. (Digitalisat)
- Norbert Schmidt und Frank Lüdke (Hrsg.): Kopf und Herz vereint zusammen: Grundlinien pietistischer Hochschulbildung (Pietas et Scientia), wbg Academic, Herder, Freiburg 2022, ISBN 978-3-534407-42-2.
- Hans Schneider: Der fremde Arndt, Vandenhoeck & Ruprecht, Göttingen 2006, ISBN 978-3-525-55833-1.
- Hans-Jürgen Schrader: Literatur und Sprache des Pietismus. Ausgewählte Studien, Mit einem Geleitwort von Bischöfin Petra Bosse-Huber, hrsg. von Markus Matthias und Ulf-Michael Schneider, Vandenhoeck & Ruprecht, Göttingen 2019, ISBN 978-3-525-57083-8.
- Udo Sträter (Hrsg.): Pietismus und Neuzeit, Vandenhoeck & Ruprecht, Göttingen, ISSN 0172-6943 (Mit der aktuellen Pietismus-Bibliographie).
- Johannes Wallmann: Der Pietismus, 2. Auflage. Vandenhoeck & Ruprecht, Göttingen 2005, ISBN 3-525-03702-3. (auch: UTB, 2598, ISBN 3-8252-2598-4. Kurzer, umfassender Überblick über den klassischen Pietismus des 17. und 18. Jahrhunderts).
- Hermann Theodor Wangemann: Geistliches Regen und Ringen am Ostseestrande – Ein kirchengeschichtliches Lebensbild aus der ersten Hälfte de XIX. Jahrhunderts, Berlin 1861 (Digitalisat).
- Claudia Wustmann: Die „begeisterten Mägde“. Mitteldeutsche Prophetinnen im Radikalpietismus am Ende des 17. Jahrhunderts, Leipzig; Berlin 2008, ISBN 978-3-933816-38-2.